# Heinrich Schwarz (SS-Mitglied)
Heinrich Schwarz (* 14. Juni 1906 in München; † 20. März 1947 in Sandweier) war ein deutscher SS-Hauptsturmführer und Lagerkommandant im KZ Auschwitz III Monowitz.

## Leben
Schwarz war von Beruf Buchdrucker. Er trat Ende November 1931 der NSDAP (Mitgliedsnummer 786.871) und der SS (SS-Nr. 19.691) bei.
Nach Beginn des Zweiten Weltkrieges wurde Heinrich Schwarz der Waffen-SS zugewiesen und war zunächst bis Oktober 1940 im KZ Mauthausen tätig. Danach war er im SS-Hauptamt Haushalt und Bauten beschäftigt und wechselte am 20. April 1941 wieder zur SS-Lagermannschaft ins KZ Mauthausen. Von dort wurde er Ende September 1941 zurück zum SS-Hauptamt Haushalt und Bauten versetzt. Umgehend wurde er ins Stammlager des KZ Auschwitz kommandiert und leitete dort von November 1941 bis August 1943 die Abteilung Arbeitseinsatz (Abt. IIIa). Im September 1942 wurde er mit dem Kriegsverdienstkreuz II. Klasse mit Schwertern ausgezeichnet. 1943 wurde er zum SS-Hauptsturmführer befördert. Am 5. März 1943 meldete er sich beim SS-Wirtschafts- und Verwaltungshauptamt und berichtete über eine Selektion eines kurz zuvor in Auschwitz eingetroffenen Transportes aus Berlin: „Wenn die Transporte aus Berlin weiter mit so viel Frauen u. Kindern nebst alten Juden anrollen, verspreche ich mir im Punkt Einsatz nicht viel. Buna braucht vor allen Dingen jüngere bzw. kräftige Gestalten“. Von Mitte August bis November 1943 war Schwarz Schutzhaftlagerführer im Stammlager des KZ Auschwitz und löste damit auf diesem Posten Hans Aumeier ab.
Im November 1943 wurde Rudolf Höß zum Chef des Amtes DI ernannt und verließ Auschwitz. Der Lagerkomplex wurde nun in drei selbständigere Verwaltungseinheiten aufgeteilt. Schwarz wurde am 22. November 1943 Lagerkommandant für das KZ Auschwitz III Monowitz und die angegliederten Außenlager. Während die Lagerkommandanten des Stammlagers und von Auschwitz-Birkenau nach wenigen Monaten abgelöst wurden, erfreute Schwarz sich weiterhin des Wohlwollens seines Vorgesetzten Oswald Pohl.
Nach der Evakuierung des KZ Auschwitz wurde er Lagerkommandant des KZ Natzweiler und löste auf diesem Posten Friedrich Hartjenstein ab. SS-Hauptsturmführer Schwarz wurde von einem französischen Militärgericht wegen seiner in Natzweiler begangenen Taten zum Tode verurteilt und während der Rastatter Prozesse 1947 im heutigen Baden-Badener Stadtteil Sandweier als Kriegsverbrecher hingerichtet.
Der Auschwitzüberlebende Franz Unikower urteilte folgendermaßen über Schwarz: „Er war launisch und unberechenbar und war bei den Häftlingen und auch bei den SS-Leuten sehr gefürchtet. Er hat sehr viele Häftlinge auf dem Gewissen. Schwarz war einer der übelsten KZ-Leiter überhaupt.“